# Distretto municipale di Kwabre Est
Il distretto municipale di Kwabre Est (ufficialmente Kwabre East District, in inglese) è uno dei 43 distretti della regione di Ashanti del Ghana. Fu creato originariamente nel 1988 con il nome di distretto di Kwabre, finché la parte occidentale del distretto fu separata per andare a costituire la parte meridionale del distretto di Afigya Kwabre il 1º novembre 2007, con effetto dal 29 febbraio 2008. La restante porzione del distretto è stata ufficialmente rinominata distretto di Kwabre Est. Il distretto è situato nella parte settentrionale della regione di Shanti, ed ha Mamponteng come capoluogo.